# 蚵仔煎 (漫畫家)
蚵仔煎，是一個日本漫畫家二人組的共用筆名。成員包括編劇嶋田隆司和作畫中井義則。
他們受歡迎的作品有金肉人、金肉人二世、鬥將拉麵男。

## 成員

### 嶋田隆司
（ - しまだ たかし - Shimada Takashi）
編劇。大阪市西淀川區出生，1960年10月28日誕生。私立初芝高中畢業。
兩人參加電影的試映會等活動，接受媒體的訪問等的露面，以嶋田隆司比較多。即使在單行本的作者近影方面，也是多半以使用嶋田的休閒照片居多。
少年時代很調皮，在幼稚園時是個常會作出突然親吻女孩子等行為的小孩。最喜歡的電視節目是電視劇「PLAY GIRL」。
經常看漫畫，即使自己也畫。「金肉人」是從嶋田認識中井之前，在筆記本內就常畫的東西。

### 中井義則
（ - なかい よしのり - Nakai Yoshinori）
作畫。大阪市西成區出生，1961年1月11日誕生。私立初芝高中畢業。
現在都把錢花費在眼鏡上。不愛出門。前AV女優是其喜愛的類型。
小學入學前是熱衷於棒球的少年，將來的夢想是職業棒球選手。
喜歡繪畫，然而據說在還未認識嶋田之前並沒有看漫畫的習慣。

## 從相遇到首次出道

### 小學
小學4年級第3學期時（1971年），在嶋田所就讀的大阪市立住之江小學，中井轉學進入。
二人班級不同，但是住在相同的住宅區，上下學搭公車時，在常偶然同乘的情況下認識。
小學5年級時，在中井去嶋田的家裡玩時，因喜歡上嶋田所畫的「金肉人」而意氣相投。

### 初中
兩人共同就讀大阪市立南稜初中，正式地開始漫畫的合作。
最早所畫的作品是動作漫畫「野獸之牙（野獣の牙）」，從此開始挑戰棒球、空手、純愛等各式各樣的種類。
在初中2年級時，首次以大學交換筆記本的方式，雙方互相輪流繪畫的「拉麵店的東洋（ラーメン屋のトンやん）」投稿近鐵漫畫賞得獎。當時的筆名為元山隆義。

### 高中
兩人也一同就讀初芝高中，繼續以投稿成為漫畫家為目標。編劇和作畫分別由嶋田和中井各自負責。
16歲時候，同時在赤塚賞投稿「是銅鑼喔（ゴングですよ）」、和在手塚賞投稿「長毛象（マンモス）」（都是職業摔角漫畫）雙雙落選。此時卻被集英社的編輯給看上。

### 正式出道
1978年，用「金肉人」準入選第9屆的赤塚獎，這個短篇作品被《週刊少年Jump》1979年2號（1978年12月）刊登初次登場。
即使在編輯部內被評論為幼稚的作品，評價並不好。但是當時為總編輯西村繁男，看上了有資質作為針對低年齡的漫畫，前往大阪說服雙方的父母，等到畢業之後安排兩人的職業漫畫家之路。
這個時候兩人原已打算另尋其他工作，但據說西村向兩人承諾會照顧他們，並還提供了位於東京的公寓。隔年1979年5月，開始連載「金肉人」。

## 作品

### 金肉人
（ - Kinnikuman）（Muscleman）
- 週刊少年Jump（集英社）1979年22号（同年5月） - 1987年21号（同年4月）

### 鬥將拉麵男
（ - Tatakae!! Ramenman）（Fight!! Ramenman）
- Fresh Jump（集英社）創刊号（1982年6月） - 1989年1月号（1988年12月）

### 幽靈小和尚
（ - Yūrei Kozō ga Yattekita!）（Here Comes Phantom Kid!）
- 週刊少年Jump（集英社） 1987年34号（同年8月） - 1988年24号（同年5月）

### 鬥將三太夫
（ - Scrap Sandayū）
- 週刊少年Jump（集英社） 1989年24号（同年5月） - 同年40号（同年8月）

### 拳撃手Mamoru
（ - Kikku Bokusā Mamoru）（Kick Boxer Mamoru）
- 週刊少年Jump（集英社） 1990年33号（同年7月） - 1991年13号（同年2月）

### 得分鬥士K
（ - Tōtaru Faitā Kao）（Total Fighter Kao）
- DELUXE BONBON（講談社）1993年8月号（同年7月） - 1995年1月号（1994年12月）

### 獅子心
（ - Raionhāto）（Lion Heart）
- 月刊少年GANGAN（Enix）1993年9月号（同年8月） - 1995年4月号（同年3月）

### 美食小天王
（ - Guruman-kun）
- 月刊少年Ace（角川書店）1994年11月号（同年10月） - 1996年6月号（同年5月）

### 金肉人二世
（ - Kinnikuman Nisei）（Ultimate Muscle）
- 週刊Playboy（集英社）1998年19・20合併号（同年4月） - 2007年1月現在連載中

#### 金肉人二世〜All超人大進撃〜
（ - Kinnikuman Nisei ~All Choujin Dai Shingeki~）（Kinnikuman Second Generations ~All Choujin Great Attack~）
- V-Jump（集英社）2001年7月号（同年5月） - 2007年5月号（同年3月）

## 外部連結
- （日語）
- Yudetamago's Shimada-sensei talks about Kinnikuman: 1 - 2 - 3 （Japanese）
- Yudetamago （页面存档备份，存于） at the Anime News Network